# Sarandsch
Sarandsch (persană زرنج) este un oraș din Afganistan.